# Do Re Mi (песня Nirvana)
«Do Re Mi» — одна из последних песен, написанных Куртом Кобейном, фронтменом рок-группы Nirvana. Композиция впервые была выпущена в 2004 году на бокс-сете With the Lights Out. Запись никогда не издавалась ранее, не регистрировалась в студии и не исполнялась в живую. Предполагается, что эта песня является ранним вариантом из числа домашних записей, финальный вариант которого был сделан в марте 1994 года, незадолго до смерти Кобейна.

## История
«Do Re Mi» была написана Кобейном на акустической гитаре в 1994 году, и наряду с несколькими другими композициями планировалась быть выпущена на мини-альбоме предшествующему выступлению Nirvana на фестивале Lollapalooza, однако, после того как группа прервала свой тур в начале марта, выпуск был отменён. Несмотря на то, что запись нигде не демонстрировалась до выпуска With the Lights Out, поклонники знали о её существовании на протяжении многих лет. Первое упоминание о песне было сделано во время интервью взятого Куртом Лодером у вдовы Кобейна Кортни Лав в сентябре 1994 года.

«Последняя написанная им песня была великолепной… Она звучала несколько странно и иронически из-за того, что была счастливой, но это делало её чертовски красивой» — Лав.
Оригинальный текст (англ.)The last song that he wrote is so beautiful… It's so weird, because it's so damn beautiful, and it's so ironic, cause it's so happy.

Позже, в интервью с Дэвидом Фрике для журнала Rolling Stone, Лав снова упомянула эту песню, сказав, что это была последняя вещь, которую Курт написал в спальне на их кровати. Она также отметила, что во время инцидента в Риме, в результате которого Кобейн пролежал некоторое время в коме, он изменил первоначальное название с «Dough, Ray and Me» на «Me and My IV».
В марте 2002 года в газете Chicago Sun-Times появилась статья с описанием данной композиции, написанная музыкальным критиком Джимом Дерогатисом, который был приглашён Лав прослушать несколько неизданных демозаписей Кобейна, среди которых была «Do Re Mi».

«Песня имеет красивую, битловскую мелодию в лучших традициях “About a Girl”… Помимо жёсткого, но изящного гитарного соло, её другой отличительной чертой служат повторяющиеся слова “Dough, Ray, me / Do, re, mi” во время длительного протяжённого окончания» — Дерогатис.
Оригинальный текст (англ.)The song boasts a beautiful, Beatlesesque melody in the tradition of "About a Girl"… In addition to an endearingly rough guitar solo, its other outstanding feature is the moaned/whined/chanted repetition of "Dough/Ray/Me, Do/Re/Mi" over and over during a long and climactic finale.

Лав назвала «Do Re Mi» «вылитой песней Alice in Chains». Однако неизвестно, была ли это действительно альтернативная версия «Do Re Mi» или отдельная запись.
В том же году, затянувшиеся судебные тяжбы между Кортни и бывшими участниками Nirvana Дэйвом Гролом и Кристом Новоселичем, касательно прав на владение песней «You Know You're Right» были улажены. Обе стороны пришли к мирному соглашению в результате чего, сразу же был выпущен альбом Nirvana — сборник хитовых песен группы (первой песней на котором была «You Know You're Right»). 23 ноября 2004 года состоялся выпуск долгожданного сборника With the Lights Out, на третьем диске которого была помещена акустическая версия «Do Re Mi».
Также, десятиминутный черновой набросок песни был представлен на аудио альбоме к фильму Курт Кобейн: Чертов монтаж вышедшем в 2015 г.